# Wereldkampioenschappen veldrijden 2008
De wereldkampioenschappen veldrijden 2008 werden gehouden in het weekend van 26 en 27 januari 2008 in Treviso, een stad in de Noord-Italiaanse regio Veneto.

## Programma
| Datum                    | Onderdeel                          |
| ------------------------ | ---------------------------------- |
| zaterdag 26 januari 2008 | Jongens, junioren Mannen, beloften |
| zondag 27 januari 2008   | Vrouwen Mannen, elite              |

## Uitslagen

### Mannen, elite
| Plaats | Renner              | Land        | Tijd    |
| ------ | ------------------- | ----------- | ------- |
|        | Lars Boom           | Nederland   | 1:05.27 |
| Zilver | Zdeněk Štybar       | Tsjechië    | + 0.05  |
| Brons  | Sven Nys            | België      | + 0.06  |
| 4.     | Erwin Vervecken     | België      | + 0.09  |
| 5.     | Radomír Šimůnek     | Tsjechië    | + 0.10  |
| 6.     | Marco Fontana       | Italië      | z.t.    |
| 7.     | Sven Vanthourenhout | België      | z.t.    |
| 8.     | Christian Heule     | Zwitserland | + 0.12  |
| 9.     | John Gadret         | Frankrijk   | z.t.    |
| 10.    | Klaas Vantornout    | België      | z.t.    |

### Mannen, beloften
| Plaats | Renner             | Land      | Tijd   |
| ------ | ------------------ | --------- | ------ |
|        | Niels Albert       | België    | 51.11  |
| Zilver | Aurélien Duval     | Frankrijk | + 0.38 |
| Brons  | Cristian Cominelli | Italië    | + 0.46 |
| 4.     | Jonathan Lopez     | Frankrijk | + 0.47 |
| 5.     | Clément Bourgoin   | Frankrijk | + 0.48 |
| 6.     | Lukáš Klouček      | Tsjechië  | + 0.53 |
| 7.     | Fabio Ursi         | Italië    | + 1.05 |
| 8.     | Guillaume Perrot   | Frankrijk | + 1.31 |
| 9.     | Paul Voss          | Duitsland | + 1.39 |
| 10.    | Ramon Sinkeldam    | Nederland | + 1.39 |

### Jongens, junioren
| Plaats | Renner          | Land             | Tijd   |
| ------ | --------------- | ---------------- | ------ |
|        | Arnaud Jouffroy | Frankrijk        | 40.30  |
| Zilver | Peter Sagan     | Slowakije        | + 0.01 |
| Brons  | Lubomír Petruš  | Tsjechië         | + 0.04 |
| 4.     | Elia Silvestri  | Italië           | + 0.54 |
| 5.     | Matthias Rupp   | Duitsland        | + 0.55 |
| 6.     | Pierre Garson   | Frankrijk        | + 1.07 |
| 7.     | Stef Boden      | België           | + 1.08 |
| 8.     | Sean De Bie     | België           | + 1.11 |
| 9.     | Jonathan Cessot | Frankrijk        | z.t.   |
| 10.    | Luke Keough     | Verenigde Staten | + 1.12 |

### Vrouwen
| Plaats | Renster                    | Land             | Tijd   |
| ------ | -------------------------- | ---------------- | ------ |
|        | Hanka Kupfernagel          | Duitsland        | 45.15  |
| Zilver | Marianne Vos               | Nederland        | + 0.13 |
| Brons  | Laurence Leboucher         | Frankrijk        | + 0.17 |
| 4.     | Christel Ferrier-Bruneau   | Frankrijk        | + 0.26 |
| 5.     | Maryline Salvetat          | Frankrijk        | + 0.52 |
| 6.     | Mirjam Melchers-van Poppel | Nederland        | + 0.58 |
| 7.     | Wendy Simms                | Canada           | + 1.04 |
| 8.     | Daphny van den Brand       | Nederland        | + 1.09 |
| 9.     | Rachel Lloyd               | Verenigde Staten | + 1.23 |
| 10.    | Caroline Mani              | Frankrijk        | + 1.42 |

## Medaillespiegel
| Plaats | Land      | Goud | Zilver | Brons | Totaal |
| 1      | Frankrijk | 1    | 1      | 1     | 3      |
| 2      | Nederland | 1    | 1      | 0     | 2      |
| 3      | België    | 1    | 0      | 1     | 2      |
| 4      | Duitsland | 1    | 0      | 0     | 1      |
| 5      | Tsjechië  | 0    | 1      | 1     | 2      |
| 6      | Slowakije | 0    | 1      | 0     | 1      |
| 7      | Italië    | 0    | 0      | 1     | 1      |
| Totaal | Totaal    | 4    | 4      | 4     | 12     |

Kampioenschappen:  Wereldkampioenschappen · 
 Europese kampioenschappen · 
 Belgische kampioenschappen · 
 Nederlandse kampioenschappen
Klassementen:  Wereldbeker · 
 Superprestige · 
 GvA Trofee · 
 TOI TOI Cup · 
 Challenge national
1950 · 
1951 · 
1952 · 
1953 · 
1954 · 
1955 · 
1956 · 
1957 · 
1958 · 
1959 · 
1960 · 
1961 · 
1962 · 
1963 · 
1964 · 
1965 · 
1966 · 
1967 · 
1968 · 
1969 · 
1970 · 
1971 · 
1972 · 
1973 · 
1974 · 
1975 · 
1976 · 
1977 · 
1978 · 
1979 · 
1980 · 
1981 · 
1982 · 
1983 · 
1984 · 
1985 · 
1986 · 
1987 · 
1988 · 
1989 · 
1990 · 
1991 · 
1992 · 
1993 · 
1994 · 
1995 · 
1996 · 
1997 · 
1998 · 
1999 · 
2000 · 
2001 · 
2002 · 
2003 · 
2004 · 
2005 · 
2006 · 
2007 · 
2008 · 
2009 · 
2010 · 
2011 · 
2012 · 
2013 · 
2014 · 
2015 · 
2016 · 
2017 · 
2018 · 
2019 ·
2020 ·
2021 ·
2022 ·
2023 ·
2024 ·
2025

Categorieën

Mannen elite · 
vrouwen elite · 
mannen beloften · 
vrouwen beloften · 
jongens junioren · 
meisjes junioren · 
gemengde estafette

Voormalig:
mannen amateurs